# Ariathisa alychnodes
Ariathisa alychnodes là một loài bướm đêm trong họ Noctuidae.